# Spadonari

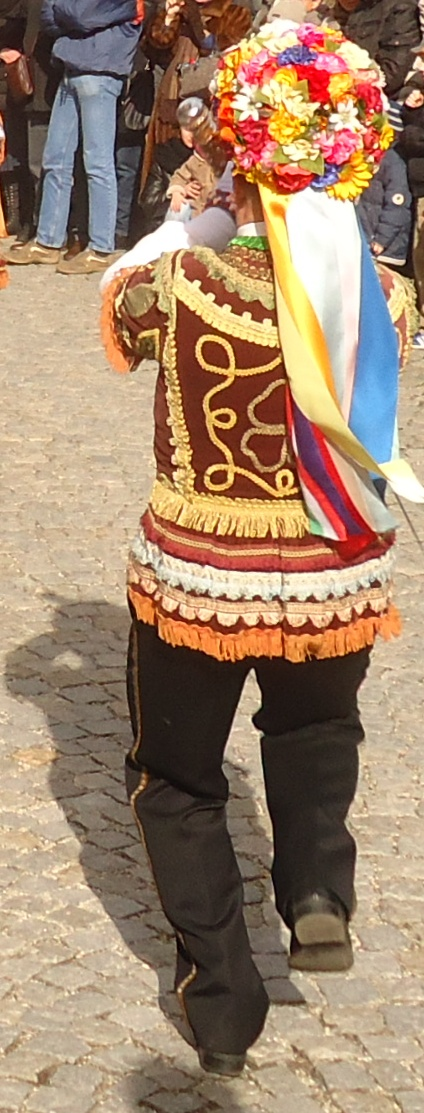
Uno dei quattro spadonari di Venaus durante la danza delle spade

Sono conosciuti con il nome di spadonari i protagonisti di un ballo tradizionale rituale effettuato impugnando spade, praticato in alcuni paesi della Valle di Susa, in Piemonte. Tale ballo prende il nome di Danza degli Spadonari.

## Danze e feste patronali

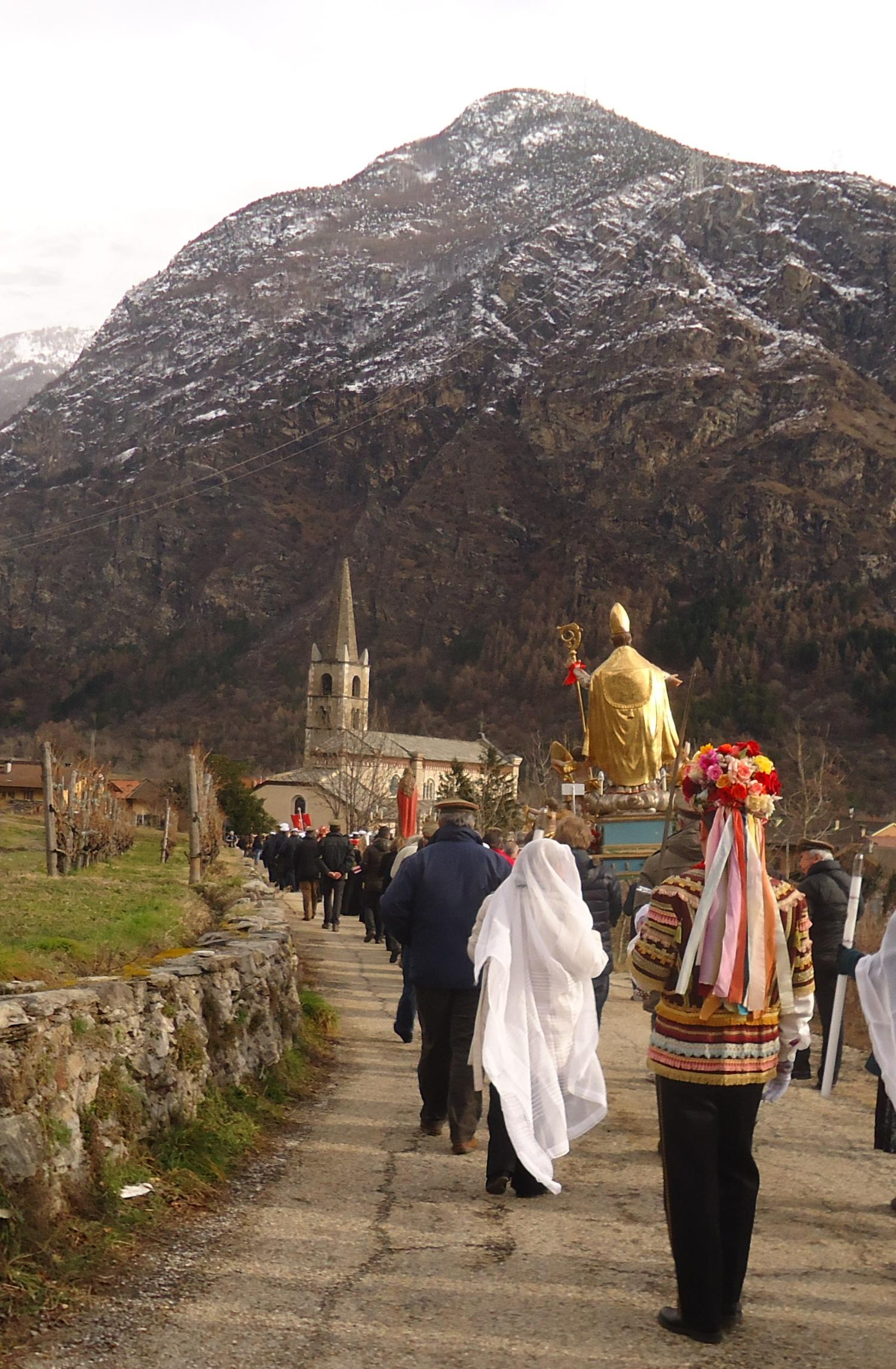
Spadonaro di Venaus scorta la statua del patrono San Biagio durante la processione

Nella torinese Valle di Susa le danze con le spade vengono praticate dagli spadonari nei paesi durante le rispettive feste patronali.
- Giaglione: nel mese di Gennaio, durante la festività di san Vincenzo (con reiterazione il 7 ottobre)
- Venaus: nel mese di Febbraio durante le festività di San Biagio e sant'Agata (con reiterazione ad agosto)
- San Giorio di Susa: nel mese di Aprile in occasione della festa di san Giorgio, durante la manifestazione storica denominata Soppressione del feudatario.

## Figure della danza
A Venaus e Giaglione sul sagrato della chiesa in numero di quattro gli Spadonari presentano quattro tipi di danze): "punta"; "quadri"; "cuori"; "salto". Anche a Giaglione caratteristica è la loro marcia in quanto non procedono a passi, ma a salti. A San Giorio gli spadonari sono inseriti nella manifestazione storica Soppressione del feudatario.

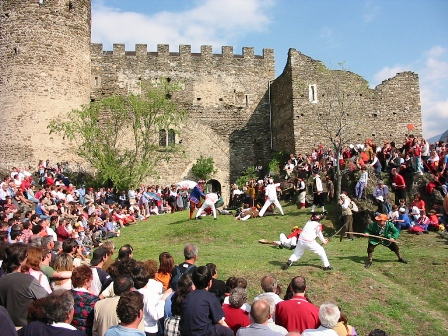
La "Soppressione del feudatario" a San Giorio di Susa

## Costumi
Nei due comuni vicini di Venaus e Giaglione gli spadonari indossano costumi simili. Un vistoso copricapo a fiori onato di nastri, un corpetto riccamente decorato con damaschi e nastri sopra una camicia e pantaloni sottostanti di colore nero, già testimoniata da immagini di fine XIX secolo. La differenza più rilevante è un corto grembiule, indossato dagli Spadonari di Giaglione. A San Giorio l'abito attuale è funzionale alla manifestazione storica della Soppressione del feudatario nella quale la danza è stata inserita nei primi decenni del XX secolo. Anche qui gli spadonari presentano un copricapo a fiori, seppure di tipo diverso

## Ipotesi storiche
Alcuni studiosi ipotizzano che incisioni rupestri della Valcenischia (figure di armati di spada), stilisticamente attribuibili alla media età del Ferro (V-IV secolo a.C.), possano far supporre un'origine protostorica di tale danza.

## Figure collegate
A Venaus e Giaglione gli spadonari sono accompagnati dalle donne in costume, dette Savoiarde. A Giaglione una giovane porta sul capo un alto ramo decorato denominato bran.

## Altre manifestazioni tipiche locali
A Chiomonte il ballo della Puento.
A Mompantero la danza con la caccia dell'orso.

## Curiosità
La danza di Venaus compare fra le particolarità de "L'Italia vista dal cielo. Piemonte e Valle d'Aosta 1974" documentario prodotto da Esso Italiana nel '74, con la regia di Folco Quilici ed il commento di Mario Soldati.
Al termine della processione si entra in chiesa per la messa 
Le proprietarie si vestono in un tipico costume savoiardo